# Браян Мей
Сер Бра́ян Га́рольд Мей (англ. Brian Harold May; нар. 19 липня 1947) — англійський музикант, співак, автор пісень, астрофізик і фотограф. Командор Ордену Британської імперії. Найзнаніший як гітарист рок-гурту «Queen», 2001 року його ввели до Зали слави рок-н-ролу як одного із членів цього гурту. Крім того, 2018 року, він, як член «Queen», отримав премію «Греммі» за досягнення протягом життя, яка відзначає «найвидатніші записи в історії музики». Мей використовує саморобну електрогітару Red Special. Його композиції для гурту включають «We Will Rock You», «Tie Your Mother Down», «I Want It All», «Fat Bottomed Girls», «Flash», «Hammer to Fall», «Save Me», «Who Wants to Live Forever» і «The Show Must Go On».
Найвеличніший рок-гітарист усіх часів, за рейтингом видання Total Guitar (червень 2020).
Мей був співзасновником гурту «Queen», разом з вокалістом Фредді Мерк'юрі та барабанщиком Роджером Тейлором. Раніше Мей виступав з Тейлором у гурті «Smile», до якого він приєднався, коли вчився в університеті. За п'ять років після формування «Queen» 1970 року та найму басиста Джона Дікона (чим остаточно завершилося формування складу гурту), «Queen» стали одним з найвеличніших рок-гуртів у світі завдяки успіхові альбому «A Night at the Opera» і його синглу «Bohemian Rhapsody». Із середини 1970-х років до початку 1990-х гурт «Queen» майже постійно перебував у чартах Великої Британії і грав на деяких з найбільших у світі музичних подіях, особливо відзначившись на «Live Aid» 1985 року. Як учасника «Queen», Мея почали вважати віртуозним музикантом з характерною манерою виконання, з притаманними йому багатошаровими гітарними партіями.
Після смерті Мерк'юрі 1991 року, гурт «Queen» зробив перерву, яка тривала впродовж декількох років, але в кінцевому підсумку Мей і Тейлор знову скликали гурт для подальших виступів з участю інших вокалістів. 2005 року під час опитування «Planet Rock» Мею присвоїли сьому позицію серед видатних гітаристів усіх часів. Він посів 26-е місце в списку 100 найкращих гітаристів усіх часів за версією журналу «Rolling Stone». У 2012 році Мей зайняв 2-е місце як видатний гітарист всіх часів за опитуванням читачів журналу «Guitar World».
2005 року Мея призначили командором Ордена Британської імперії (CBE) за «заслуги перед музичною індустрією і благодійну діяльність». 2007 року Мей здобув ступінь доктора філософії з астрофізики в Імперському коледжі Лондона і був канцлером Ліверпульського університету Джона Мурса з 2008-го по 2013 рік. Він був «науковим співробітником команди» під час місії НАСА «New Horizons» на Плутон. Він також є співзасновником кампанії з підвищення обізнаності щодо небезпеки астероїдів, Asteroid Day (День астероїда). На його честь названий астероїд 52665 Brianmay. Мей також активіст із захисту прав тварин, який бореться проти полювання на лисиць та відлову борсуків у Великій Британії.

## Ранні роки
Браян Гарольд Мей народився в Гемптоні, Міддлсекс 19 липня 1947 року, був єдиною дитиною Рут і Гарольда Мея, який працював креслярем у Міністерстві авіації. Його мати шотландка, а батько — англієць. Мей спочатку відвідував приватну школу в Гемптоні, а згодом державну. За цей час він створив свій перший гурт, названий «1984», на честь однойменного роману Джорджа Орвелла, з вокалістом і басистом Тімом Стаффеллом.
У Гемтоні він здобув повну шкільну освіту зі спеціалізацією: фізика, математика, прикладна математика. Він вивчав математику і фізику в Імперському коледжі Лондона, здобувши ступінь бакалавра з фізики 1968 року з відзнакою. 2007 року Мей здобув ступінь доктора філософії в галузі астрофізики в Імперському коледжі Лондона за роботу, розпочату 1971 року і закінчену 2007 року.

## Музична кар'єра

### 1968—1970: гуртSmile
1968 року Мей сформував гурт «Smile». До гурту ввійшов Тім Стаффелл як вокаліст і басист, а пізніше, барабанщик Роджер Тейлор, який також грав у «Queen». Гурт проіснував лише два роки, з 1968 по 1970 рік, оскільки Стаффелл пішов 1970 року, залишивши гурт, каталог якого складався з дев'яти пісень. 22 грудня 1992 року «Smile» возз'єдналися для кількох пісень. Гурт Тейлора «The Cross» був хедлайнером, і він запросив Мея і Стаффелла зіграти пісні «Earth» і «If I Were A Carpenter». Того вечора Мей також виконав кілька інших пісень.

### 1970— до тепер: гуртQueen

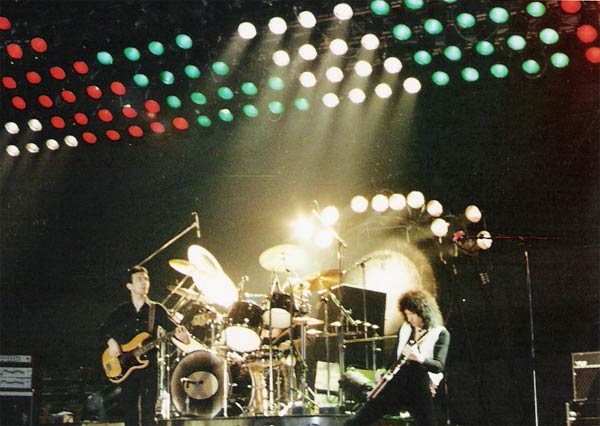
Мей (праворуч) на сцені з «Queen» у 1979 році

У вокальних гармоніях «Queen» з трьох частин, Мей, як правило, був бек-вокалістом нижнього діапазону. У деяких з його пісень він співав головну вокальну партію, насамперед перший куплет пісні «Who Wants to Live Forever», останній куплет пісні «Mother Love», перехід у піснях«I Want It All» та «Flash's Theme», і повністю головну вокальну партію в піснях «Some Day One Day», «She Makes Me (Stormtrooper in Stilettoes)», «'39», «Good Company», «Long Away», «All Dead, All Dead», «Sleeping on the Sidewalk», «Leaving Home Ain't Easy» і «Sail Away Sweet Sister».
Упродовж усієї кар'єри «Queen» Мей часто писав пісні для гурту і склав багато хітів, як-от «We Will Rock You», «Tie Your Mother Down», «I Want It All», «Fat Bottomed Girls», «Who Wants to Live Forever» і «The Show Must Go On», а також написав такі хіти, як «Hammer to Fall», «Flash», «Now I'm Here», «Brighton Rock», «The Prophet's Song», «Las Palabras de Amor», «No-One but You (Only the Good Die Young)» і «Save Me». Як правило, Мерк'юрі або Мей написали більшість пісень на кожному альбомі гурту «Queen».
Після знаменитого концерту «Live Aid» 1985 року Мерк'юрі подзвонив членам свого гурту і запропонував написати пісню разом. Результатом стала пісня «One Vision», яка переважно складалася з музики Мея (документальний фільм «Магічні роки» показує, як він придумав вступну частину й основний гітарний риф), а тексти були написані в співавторстві всіма чотирма учасниками гурту.
Для їхнього альбому 1989 року, «The Miracle», гурт вирішив, що всі треки будуть зараховані на рахунок усього гурту, незалежно від того, хто був головним автором. Однак, інтерв'ю і музичний аналіз, як правило, допомагають визначити внесок кожного учасника в кожен трек. Мей написав для цього альбому «I Want It All», а також «Scandal» (на основі його особистих проблем з британською пресою). Для іншої частини альбому він не вніс стільки творчого вкладу, хоча допоміг у створенні основи треків «Party» і «Was It All Worth It» (обидва це переважно п'єси Мерк'юрі) і створив гітарний риф треку «Chinese Torture».
У наступному альбомі Queen — «Innuendo», внесок Мея збільшився, хоча здебільшого за допомогою аранжування, ніж безпосереднього написання пісень. Для титульного треку він зробив аранжування важкого соло, потім додав вокальні гармонії в «I'm Going Slightly Mad» і написав соло для «These Are the Days of Our Lives», клавішну партію для якої створювали всі четверо разом. Він змінив темп і тональність у пісні Мерк'юрі «The Hitman» і почав опікуватися нею, навіть записав вокал до демо-версії пісні. Мей також співавтор деяких гітарних ліній у «Bijou».
Дві пісні, які Мей написав для свого першого сольного альбому, «Headlong» і «I Can't Live with You», надалі опинилися в проєкті «Queen». Ще одним його твором став хіт «The Show Must Go On», над яким увесь гурт працював разом, але Мей був його координатором та основним композитором, своєю чергою Дікон і Тейлор написали знамениту послідовність акордів. Останніми роками він керував ремастерінгом альбомів «Queen» і різних DVD-релізів найкращих хітів. 2004 року Браян оголосив, що він і барабанщик Роджер Тейлор уперше за 18 років гастролюватимуть як «Queen» разом з колишнім вокалістом гурту «Bad Company» Полом Роджерсом. Під назвою «Queen + Пол Роджерс» гурт грав упродовж 2005—2006 років у Південній Африці, Європі, Арубі, Японії та Північній Америці і випустив новий альбом «The Cosmos Rocks» з Полом Роджерсом 2008 року. На підтримку цього альбому провели великий тур. Пол Роджерс покинув гурт у травні 2009 року, і тільки 2011 року взяли на роботу іншого вокаліста, Адама Ламберта. Згодом вони вирушили в європейське турне 2012 року, світове турне протягом 2014 і 2015 років і фестивальне турне 2016 року. Вони також грали на концерті «Новорічний Біґ-Бен» напередодні Нового 2014 року і Нового 2015 року.

### 1983—1999: Сторонні проєкти та сольні роботи
Упродовж 1983 року кілька членів гурту «Queen» спробували себе в сторонніх проєктах. 21 і 22 квітня Мей провів у студії в Лос-Анджелесі з Едді Ван Галеном, не маючи наміру записати що-небудь. Результатом тих днів став мініальбом «Star Fleet Project», який попервах не виходив.
Мей зробив свій внесок у альбом «Feedback 86» колишнього гітариста гурту «Genesis» Стіва Хекетта. Він зіграв на гітарі для треку «Cassandra» і зіграв на гітарі, а також вокально, у треці «Slot Machine», що написаний у співавторстві з Меєм. Хоча його випустили 1986 року, альбом не випускався як комерційний реліз до 2000 року. Мей працював зі своєю другою дружиною Анітою Добсон над своїм першим альбомом, в якому вона співала під мелодію на тему мильної опери «Мешканці Іст-Енда». У такому вигляді мелодія стала піснею «Anyone Can Fall in Love». Мей спродюсував пісню, яка досягла 4 позиції у «UK Singles Chart» у серпні 1986 року. 1989 року Мей записав гітарні соло для пісні «When Death Calls» для 14-го альбому гурту «Black Sabbath» — «Headless Cross» і трек «Blow The House Down» для альбому «Gatecrashing» гурту «Living in A Box».
Джо Сатріані
Після смерті Фредді Мерк'юрі в листопаді 1991 року, Мей вирішив упоратися зі своїм горем і повністю присвятити себе роботі, і спочатку закінчив свій сольний альбом «Back to the Light», а потім поїхав у всесвітній промо-тур. В інтерв'ю для преси він часто наголошував, що це єдина форма самостійної терапії, про яку він міг думати. За словами вокаліста «Def Leppard» Джо Елліотта: «Безсумнівно, було величезним і жахливим ударом втратити когось, з ким він був таким близьким. Особисто я знаю, що це вирвало Браянове серце, але, мушу сказати вам, він був у відмінному настрої після того, як завершив альбом».
Гурт Браяна Мея був неформально зібраний 19 жовтня 1991 року, коли той брав участь у фестивалі легендарних гітаристів у Севільї, Іспанія. Наприкінці 1992 року «The Brian May Band» сформувався офіційно. Склад гурту був таким: Мей — вокал та соло-гітара, Козі Пауелл — ударні та перкусія, Майкл Моран та Рік Вейкман клавішні, Майкл Кассвелл — гітара, Ніл Маррі — бас-гітара, а також Меггі Райдер, Міріам Стоклі та Кріс Томпсон — бек-вокал. Таким складом гурт мав лише 5 виступів під час південноамериканського туру на підтримку гурту «The B-52's» та Джо Кокерa.
Пізніше Мей зробив суттєві зміни, відчуваючи, що гурт ніколи не буде грати на концертах. Мей запросив до складу гурту гітариста Джеймі Мозеза, щоб замінити Майкла Кассвелла. Іншу зміну зробили у складі бек-вокалу, коли Райдер, Стоклі і Томпсон замінили Кетрін Портер і Шеллі Престон. 23 лютого 1993 року «The Brian May Band» у новому складі почав своє світове турне по США, на підтримку гурту «Guns N' Roses», а також як хедлайнер кількох концертів. Тур проходив Північною Америкою, Європою (гуртом підтримки були «Valentine») і Японією. Після того, як 18 грудня 1993 року тур закінчився, Мей повернувся до студії з іншими живими членами гурту «Queen» Роджером Тейлором і Джоном Діконом, щоб працювати над треками, які сформували останній студійний альбом «Queen» «Made in Heaven». Гурт взяв демо-записи сольного альбому Мерк'юрі та останні записи, які йому вдалося виконати в студії після завершення роботи над альбомом «Innuendo», і завершив їх доповнивши музичними та вокальними партіями. 1992 року Дікон і Мей розпочали роботу над альбомом після смерті Мерк'юрі, але відклали її через інші зобов'язання.
1995 року Мей почав працювати над новим сольним альбомом з кавер-версіями, який він попередньо назвав «Heroes», на додачу до роботи над різними кіно- і телевізійними проєктами та іншими колабораціями. Мей згодом змінив підхід з виконання каверів-версій на співробітництво з іншими музикантами та виконання нових матеріалів. Пісні ввійшли до другого сольного альбому Мея «Another World», і, головним чином, залучили Спайка Едні, Козі Пауелла, Ніла Мюррея та Джеймі Мозеса. 5 квітня 1998 року Козі Пауелл загинув в автокатастрофі на автомагістралі М4 поблизу Брістоля, Англія. Це призвело до величезного, несподіваного зриву майбутнього туру «The Brian May Band», і гурту знадобився новий барабанщик у найкоротші терміни. Стіва Ферроне запросили допомогти Мею закінчити запис ударних і приєднатися до гурту на початковій стадії промо-туру, п'яти концертах Європою перед світовим туром. Після раннього промо-туру Ерік Сінгер замінив Стіва Ферроне та виступав на ударних впродовж всього світового туру 1998 року.
На концертах туру 1998 року відбувалося коротке представлення Т. Е. Конвея «на розігріві». Конвеєм був Браян Мей, вдягнутий у перуку та барвистий костюм, в образі тедді-боя, крунера, який був популярним в епоху рок-н-ролу 1950-х років, ще до того, як розпочав свою музичну кар'єру сам Мей. З виступом Конвея записали міні-альбом «Retro Rock Special», який додали як бонус до деяких тиражів альбому «Another World». Із закінченням туру, образ Конвея припинив своє існування. У травні 1999 року Мей записав гітарні партії для пісні гурту «Guns N'Roses» — «Catcher in the Rye» для альбому «Chinese Democracy», однак його внесок вилучили до того моменту, коли альбом вийшов у 2008 році.

### 2000— до тепер
З моменту свого останнього сольного релізу у 1998 році Мей виступав як сольний виконавець, як частина ансамблю, і рідко як «Queen» з Роджером Тейлором. 22 жовтня 2000 року Браян Мей виступив як гість на 25-річчі гурту «Motörhead» у «Brixton Academy» разом з Едді Кларком (колишній гітарист «Motörhead») з піснею «Overkill», яку виконали на біс. У рамках святкування Золотого ювілею Єлизавети II 3 червня 2002 року, Мей виконав гітарне соло композиції «Боже, бережи королеву» з даху Букінгемського Палацу, цей виступ з'явився на ювілейному DVD-виданні до 30-річчя альбому «A Night at The Opera». У 2004 році Мей грав на гітарі в пісні «Someone to Die For», саундтреці до фільму «Людина-павук 2». Напередодні святкування дня народження королеви у 2005 році, його призначили командором найвизначнішого Ордена Британської імперії «за заслуги в музичній індустрії і за благодійність». У тому ж році Мей заграв на гітарі у пісні «Il mare…» італійського співака Дзуккеро Форначарі, для його альбому «Zu & Co.». А також взяв участь у концерті в «Альберт-голі» в Лондоні, що відбувся в травні 2004 року, з іншими гостями італійського блюзмена.
2007 року Мей був знаменитим гостем на концерті возз'єднання гурту «Genesis» на стадіоні «Twickenham». Мей і фронтмен гурту «Genesis» Філ Коллінз працювали разом на двох попередніх світських подіях, гала-концерті «The Prince's Trust» («Довіра принца») 1988 року та «Party at the Palace» («Вечірка у Палаці») 2002 року, де Колінз грав на барабанах під час виступу «Queen». 2011 року Мей в інтерв'ю для «FHM» сказав про Коллінза: «чудовий хлопець та дивовижний барабанщик».
Мей багато працював з акторкою сцени та співачкою Керрі Елліс, після того, як він зняв її у мюзиклі «We Will Rock You». Він спродюсував і аранжував її дебютний студійний альбом «Anthems» (2010), який був продовженням мініальбому «Wicked In Rock» (2008), а також з'являвся з Елліс на багатьох публічних виступах, де супроводжував її грою на гітарі. Він також зіграв гітарне соло до альбому «Hang Cool, Teddy Bear» Міта Лофа в обмін на барабанщика Джона Мікелі. 2009 року, разом з Еленою Відаль, Браян Мей випустив історичну книгу «Село втрачене і знайдене: пейзажі в нашому селі». Книга є анотованою колекцією стереоскопічних світлин, зроблених фотографом вікторіанської епохи Томасом Річардом Вільямсом, і продавалася з фокусованим стереоскопом. Мей став ентузіастом стереоскопічних фотографій в дитинстві і вперше зіткнувся з роботами Вільямса наприкінці 1960-х років. 2003 року Мей оголосив пошук щоб віднайти фактичні місця, зображені на світлинах у книзі «Пейзажі в нашому селі». У травні 2004 року повідомлялося, що він визначив цю локацію як село Гінтон Волдріст в Оксфордширі.
20 травня 2009 року Мей і його колега по гурту «Queen» Роджер Тейлор виконали наживо «We Are the Champions» у фіналі сезону «American Idol» з переможцем Крісом Алленом і Адамом Ламбертом, який посів друге місце, у вокальному дуеті. У листопаді 2009 року Мей з'явився з Тейлором на «X Factor», і як гурт «Queen», були наставниками конкурсантів, а потім виконали пісню«Bohemian Rhapsody». У квітні 2010 року Мей заснував проєкт «Врятуй мене» — 2010 щоб працювати проти будь-якого пропонованого скасування британської заборони на полювання на лисиць, а також для промоції прав тварин у Великій Британії. У лютому 2011 року оголосили, що Мей гастролюватиме з Керрі Елліс, і зіграє 12 концертів по всій Великій Британії у травні 2011 року.
18 квітня 2011 року Леді Гага підтвердила, що Мей зіграє на гітарі в її треку «You and I» з її останнього альбому «Born This Way», що вийшов 23 травня 2011 року. У червні 2011 року Мей виступив з гуртом «Tangerine Dream» на фестивалі «Starmus» на Тенерифе, відзначаючи 50-річчя першого космічного польоту Юрія Гагаріна.
26 серпня Мей виконав «We Will Rock You» і «Welcome to the Black Parade» з американським рок-гуртом «My Chemical Romance» на фестивалі «Редінг». 28 серпня Мей виконав наживо пісню «You and I» з Леді Гагою на церемонії нагородження «MTV Video Music Awards» 2011 року в театрі «Nokia» в Лос-Анджелесі. 10 жовтня, Мей з'явився на святкуванні возз'єднання британського рок-гурту «The Darkness» на закритій вечірці у закладі «100 Club». Підтримку шоу-програми «The Darkness» здійснював гурт «Dark Stares». Як шанувальник гурту «The Darkness» впродовж довгого часу, Мей виконав три пісні на сцені разом з ними, у тому числі пісню «Queen» — «Tie Your Mother Down» у закладі «Hammersmith Apollo» в їхньому подальшому турне- «поверненні».
6 листопада 2011 року на «MTV Europe Music Awards» «Queen» здобули премію «Global Icon Award», яку Кеті Перрі вручила Браяну Мею. «Queen» закрили церемонію нагородження з вокалістом Адамом Ламбертом, виконавши «The Show Must Go On», «We Will Rock You» і «We Are the Champions». Ця співпраця отримала позитивний відгук як від прихильників, так і від критиків, і в результаті з'явилися припущення про майбутні спільні проєкти. 11 і 12 липня 2012 року «Queen» і Адам Ламберт відіграли два концерти в лондонському «Hammersmith Apollo». Квитки на обидва концерти розпродали впродовж 24 годин після того, як вони надійшли у відкритий продаж. 14 липня у Лондоні дали третій концерт. 30 червня «Queen» і Ламберт виступили в Києві на спільному концерті з Елтоном Джоном для фонду Олени Пінчук «Анти-СНІД». 3 липня 2012 року «Queen» також виступали з Ламбертом на стадіоні «Олімпійський» в Москві і 7 липня 2012 року на «Міському стадіоні» у Вроцлаві, Польща.
У січні 2012 року Мей зіграв для сольного синглу «Rockstar» фронтмена гурту «N-Dubz» Dappy, забезпечуючи «бурхливі гітарні рифи, які досягають кульмінації в електризуючому соло». Пара також взяла участь у виконанні пісні «We Will Rock You» для передачі «Живий зал» «BBC Radio 1».
12 серпня 2012 року «Queen» виступили на церемонії закриття літніх Олімпійських ігор 2012 року в Лондоні. Мей виконав частину соло з пісні «Brighton Rock», перш ніж до нього приєдналися Тейлор і сольний виконавець Джессі Джей для виконання «We Will Rock You». 16 вересня 2012 року Мей з'явився на благодійному концерті «Sunflower Jam» в «Королівському Альберт-голі», виступивши разом з басистом Джоном Полом Джонсом (гурт «Led Zeppelin»), барабанщиком Ієном Пейсом (гурт «Deep Purple») та вокалістами Брюсом Дікінсоном (гурт «Iron Maiden») і Елісом Купером.
Мей грав впродовж всіх титрів для фільму «Собака на ім'я Гуччі», у пісні «One Voice», де також представлені такі виконавці, як Нора Джонс, Еймі Манн, Сюзанна Хоффс, Лідія Ловлесс, Неко Кейс і Кетрін Колдер. Пісню спродюсував Дін Фальконе, який також написав музику до фільму. Сингл «One Voice» випустили в День звукозапису, 16 квітня 2016 року, прибутки від його продажу пішли на користь благодійних організацій для тварин.

### 2004—2009:Queen+ Пол Роджерс

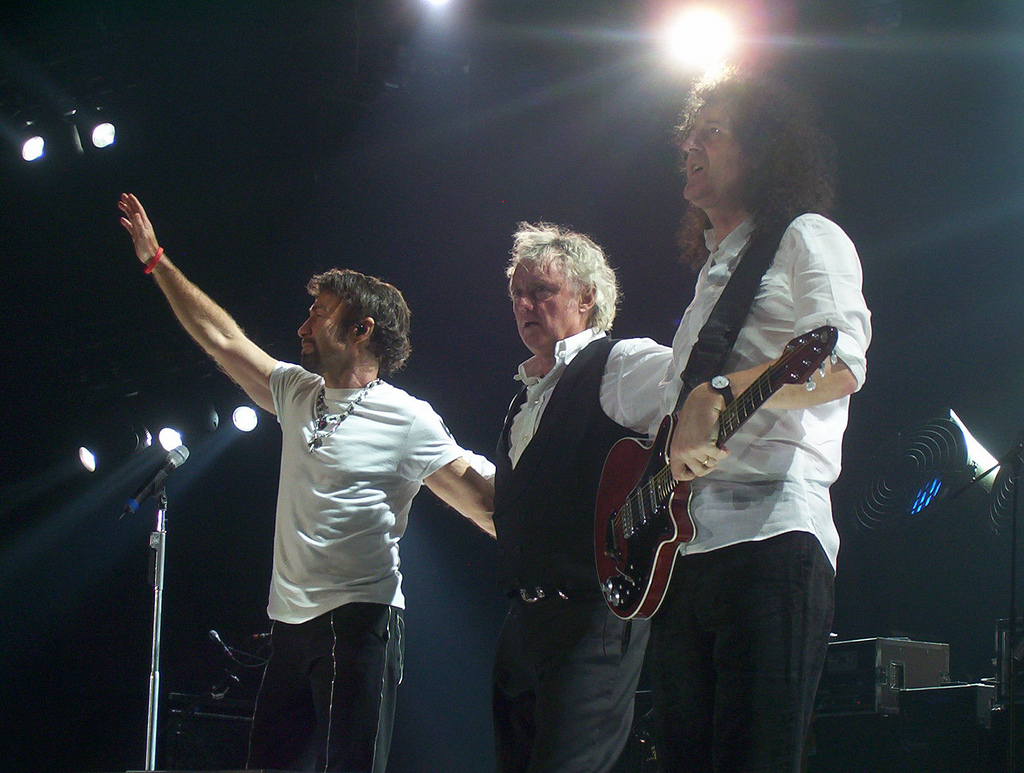
2005 Гастролі Queen + Paul Rodgers Tour

Наприкінці 2004 року Мей і Тейлор оголосили, що возз'єднаються і повернуться на гастролі 2005 року з Полом Роджерсом (засновником і колишнім вокалістом гуртів «Free» та «Bad Company»). Вебсайт Браяна Мея також заявив, що Роджерс гратиме з «Queen» як «Queen + Пол Роджерс», не замінюючи покійного Фреді Мерк'юрі. Джон Дікон, який завершив музичну кар'єру, участі не братиме.
У період з 2005 по 2006 рік «Queen» і Пол Роджерс вирушили у світове турне, перший етап якого був в Європі, а другий — в Японії і США у 2006 році. 25 травня 2006 року «Queen» здобули урочисту премію «VH1 Rock Honors» у закладі «Mandalay Bay Events Center» у Лас-Вегасі, штат Невада, Мей і Тейлор приєдналися на сцені до гурту «Foo Fighters» щоб виконати збірку пісень «Queen». 15 серпня 2006 року Мей підтвердив через свій вебсайт та фан-клуб, що проєкт «Queen + Пол Роджерс» випустить свій перший студійний альбом в жовтні, який запишуть в «секретному місці». Альбом «The Cosmos Rocks» випустили в Європі 12 вересня 2008 року та 28 жовтня 2008 року в Сполучених Штатах. Після виходу альбому гурт знову поїхав у турне Європою і США, відкриттям якого став виступ на площі Свободи у Харкові перед 350 тисячами українських фанів. Концерт в Україні пізніше випустили на DVD. «Queen» і Пол Роджерс офіційно розійшлися 12 травня 2009 року. Роджерс не виключає можливості знову працювати разом.

### 2011— до тепер:Queen+ Адам Ламберт

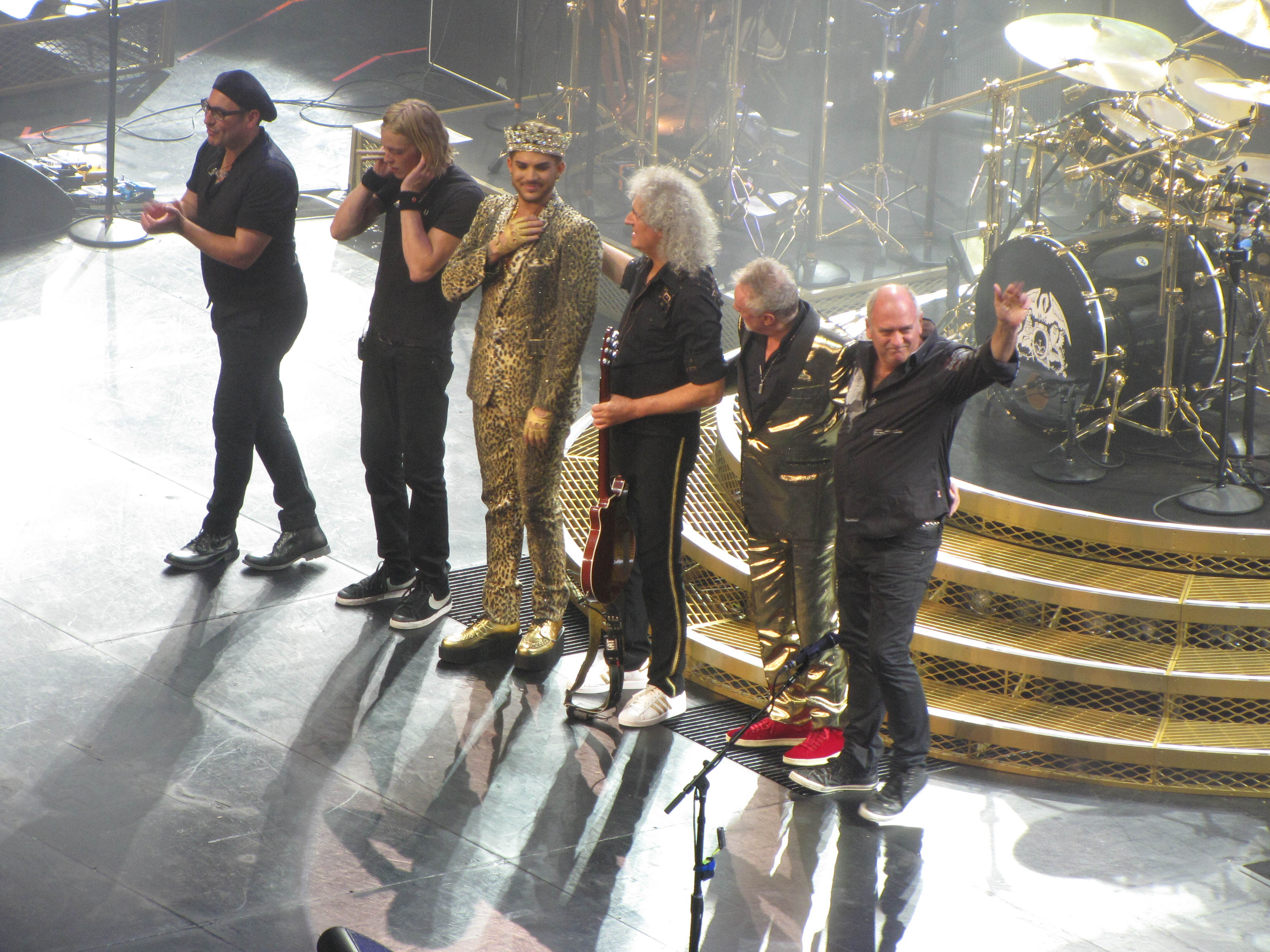
Концерт проєкту «Queen + Адам Ламберт» у TD Garden, Бостон, липень 2014 року

Невдовзі після виступу з фіналістами «American Idol» Крісом Алленом і Адамом Ламбертом під час фіналу сезону програми у 2009 році, Мей і Тейлор почали розмірковувати про майбутнє «Queen» після мирного розставання гурту з фронтменом Полом Роджерсом. Через два роки, на «MTV Europe Music Awards» 2011 року, «Queen» вручили нагороду «Global Icon», яку прийняв Мей. У рамках трансляції «Queen» виконали короткий сет з Ламбертом, і отримали надзвичайно велику кількість схвальних відгуків. Незабаром з'явилися припущення про співпрацю з Ламбертом. І тоді троє музикантів офіційно оголосили про коротке літнє турне Європою у 2012 році, зокрема три концерти в Hammersmith Apollo в Лондоні, а також концерти в Україні, Росії та Польщі. Як і в партнерстві з Полом Роджерсом, Джон Дікон участі в проєкті не брав.
Це співробітництво відновили 2013 року, коли троє музикантів виступили разом на музичному фестивалі «iHeartRadio» в «MGM Grand Hotel & Casino» у Лас-Вегасі 20 вересня. П'ять місяців по тому, Мей, Тейлор і Ламберт оголосили літній тур з 19-ти концертів Північною Америкою у телепередачі «Good Morning America». Через попит на квитки, незабаром додали ще п'ять концертів. У травні 2014 року анонсували концерти в Австралії та Новій Зеландії, а також фестивальні виступи в Південній Кореї та Японії. Тур розширили до Великої Британії та континентальної Європи на початку 2015 року. Гурт виступав разом у Південній Америці у вересні 2015 року, включно з першим, від 1985 року, виступом «Queen» на фестивалі «Rock in Rio».
2016 року гурт вирушив в «Queen + Adam Lambert 2016 Summer Festival Tour» Європою та Азією. Тур включав закриття Фестивалю острову Вайт в Англії 12 червня, де гурт виконав пісню «Who Wants to Live Forever» як данину пам'яті жертв масової стрілянини в нічному гей-клубі в Орландо, штат Флорида, що сталася раніше того ж дня. 12 вересня вони вперше виступили в парку Яркон в Тель-Авіві, Ізраїль, перед 58-тисячною аудиторією. Попри те, що співпраця активна, нині[коли?] немає жодних планів запису студійного альбому, хоча всі троє музикантів готові зробити це в майбутньому.

## Музичний стиль

### Вплив

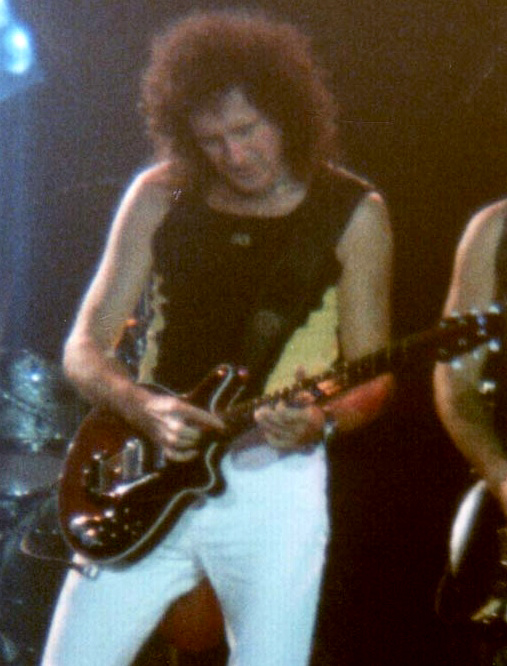
Мей використовує техніку теппінгу

Багато видань і музикантів вважають Мея гітаристом-віртуозом. Його обирали у різних музичних опитуваннях про великих рок-гітаристів, а 2011 року він посів 26 місце в списку журналу «Rolling Stone» «100 найкращих гітаристів усіх часів». Колишній вокаліст гурту «Van Halen» Семмі Гаґар заявив: «Я вважаю, що „Queen“ по-справжньому інноваційні і записали кілька відмінних альбомів. Мені подобається рок-музика. Я вважаю, що у Браяна Мея один з кращих гітарних тонів на планеті, і мені дуже, дуже подобається його гітарна робота». Мей, переважно, використовував гітару «Red Special», яку він розробив, коли йому було лише 16 років. ЇЇ зроблено з кам'яного дерева 18-го століття. Мей коментував свою гітару так:
«Мені подобаються великі грифи — товсті, пласкі і широкі. Я лакував гриф пластиковим покриттям Растіна. Тремоло цікавий тим, що ручка зроблена зі старого велосипедного сідлотримача, ручка в кінці від в'язальної спиці, а пружини — пружини клапана від старого мотоцикла» — Браян Мей
Стів Вай
Енді Пауелл, Wishbone Ash
На додаток до використання своєї домашньої гітари Мей віддає перевагу монетам (особливо шість пенсів з останнього випуску британських монет для колекціонерів 1970 року), замість традиційного пластикового плектру, тому, що жорсткість монет дає більше контролю в грі. Мей, як відомо, носить такі монети в кишенях спеціально для цього.
Ранній вплив на Мея мав Кліф Річард і гурт «The Shadows», які, за його словами, були «самою металевою річчю(ами) на той час». Через багато років Мей мав можливість зіграти на різних виступах як з Кліфом Річардом, так і з гітаристом «The Shadows» Генком Марвіном. Він співпрацював з Кліфом Річардом та «The Shadows» (у той час відомих, як «The Drifters») при спільному перезаписі хіта 1958 року «Move It», який увійшов до альбому Кліфа Річарда «Two's Company», що вийшов 6 листопада 2006 року.
Мей завжди заявляв, що «The Beatles», «Led Zeppelin», «The Who» і Джимі Гендрікс справили на нього найбільший вплив. 2 червня 2010 року на «BBC Radio 2» Браян Мей сказав: «Я б поставив сюди Рорі Галлагера, він один з тих людей, які мене найбільше надихнули». В інтерв'ю 1989 року для передачі «Queen for an Hour» на «BBC Radio 1», Мей перерахував Джимі Хендрікса, Джеффа Бека та Еріка Клептона як своїх гітарних кумирів. 1991 року в інтерв'ю для журналу «Guitar World» Мей назвав гурт «The Who» «моїм натхненням», і, дивлячись на «Led Zeppelin», він сказав: «раніше ми дивилися на цих хлопців і думали: „так і повинно бути“». У 2004 році Мей сказав «Guitar World»: «я не думаю, що хтось втілить риф краще, ніж Джиммі Пейдж — він один з найбільших мізків рок-музики». На Мея також вплинув Стів Хаккетт, гітарист прогресив-рок-гурту «Genesis», зокрема, його гармонічне гітарне соло в кінці епічної пісні «The Musical Box» 1971 року.
У той час, як Браян і його батько створювали гітару «Red Special», він також планував зробити другу гітару. Втім, гітара «Red Special» вийшла настільки вдалою, що у Мея не виникло необхідності майструвати іншу. Ці плани, зрештою, передали гітарному майстру Ендрю Гайтону десь у 2004/05 роках. Тоді зробили деякі незначні зміни і цю гітару змайстрували. Її назвали «Піка» («The Spade»), оскільки її форма була подібна на цю масть з колоди карт. Та вона отримала й іншу назву — «Гітара забутих часів» («The Guitar That Time Forgot»).

## Устаткування

### Гітари і клавішні

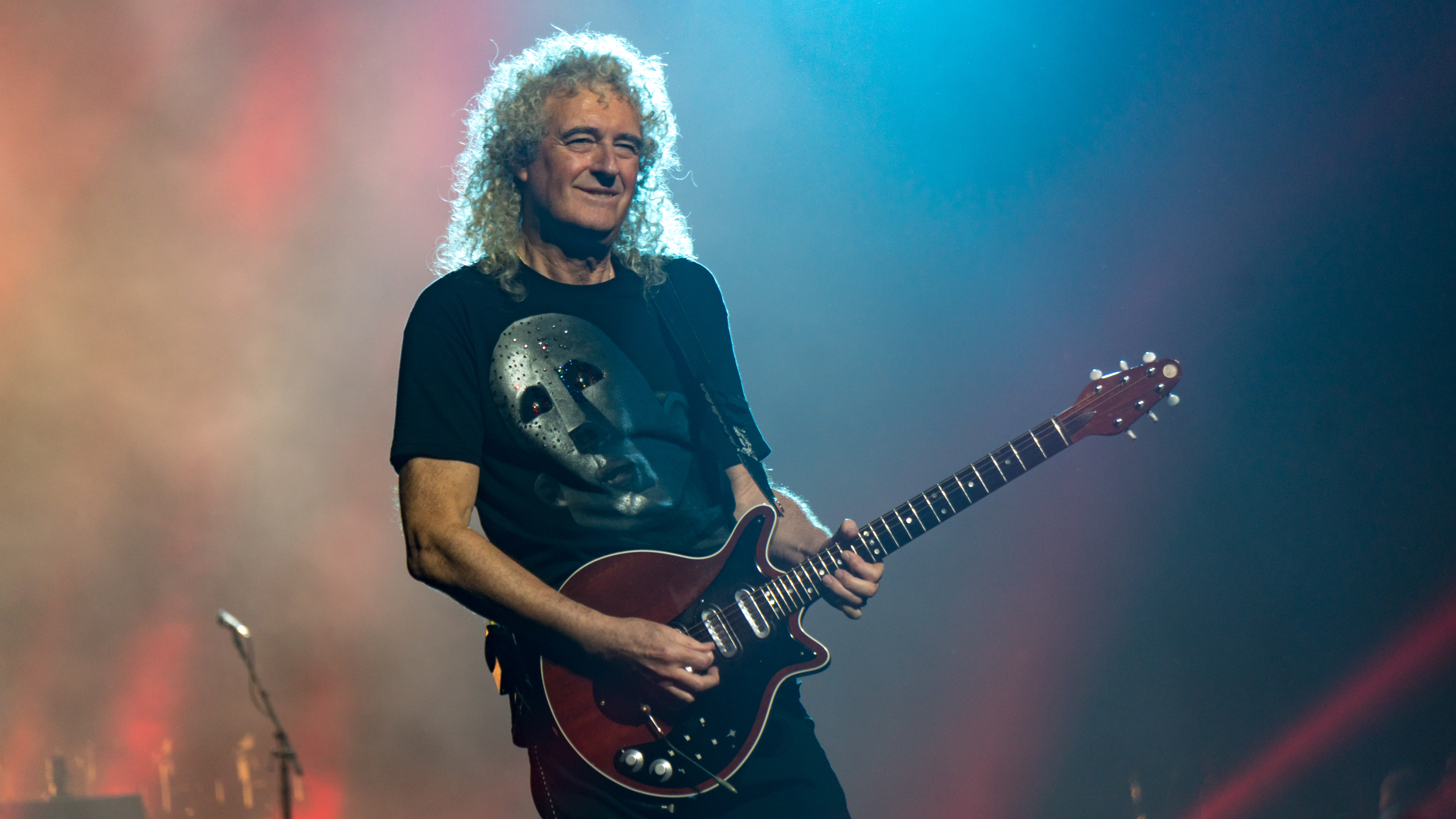
Браян грає на «Red Special», виготовленої на замовлення. 2017 рік

Більша частина роботи Мея на електрогітарі вживу і в студії була зроблена на «Red Special», яку він змайстрував зі своїм батьком, інженером-електроніком, у підлітковому віці. З 1975 року Мей також використовував копії гітари «Red Special», деякі з цих копій також використовували для живих виступів і звукозапису, інші копії використовували щоб зберегти «Red Special». Серед найвідоміших копій «Red Special» були: гітара, створена Джоном Бірчем у 1975 році (Мей насправді розбив її під час концерту у США у 1982 році), «Greco BM90» (брала участь в промо-відео «Good Old-Fashioned Lover Boy» у 1977 році), «Guild» (починаючи з 1984-го по 1993 рік), «Fryers» (1997—1998, її використовували для живих виступів і студійної роботи) та «Guyton» (починаючи з 2003 року — дотепер). В даний час, Мей володіє компанією, яка виготовляє гітару, модель якої розроблена за оригінальною гітарою «Red Special». Раніше, Мей мав на сцені, принаймні одну резервну гітару (у випадку, якщо він розірве струну), також іноді використовував інші гітари для певних пісень або їх частин, для виконання яких, потребувалося інакше налаштування інструмента.
- Липень 1973 — травень 1974 року: епоха гітари «Fender Stratocaster CBS» (приблизно 1972 року).
- Жовтень 1974 — травень 1975 року:«Gibson Les Paul Deluxe», та «Stratocaster» з попереднього туру.
- Листопад 1975 — травень 1976 року: дві ті ж самі гітари, що й раніше, плюс точна копія «Red Special», виготовлена Джоном Бірчем.
- Вересень 1976 року: ті ж три гітари, що раніше, плюс акустична гітара «Martin D-18» для пісні «'39».
- Січень 1977 — серпень 1979 року: проста копія Бірча та акустична 12-струнна гітара «Ovation Pacemaker», яку використовували у деяких піснях («'39», «Love of My Life», «Dreamer's Ball»).
- Листопад 1979 — червень 1982 року: копія Бірча (резервний дублер), «Fender Telecaster» (2 куплета, перехід та соло «Crazy Little Thing Called Love»), «Ovation» (акустичні номери).
- Липень — листопад 1982 року: додано «Gibson Flying V» як другий резервний дублер. 9 серпня 1982 року Мей розбив гітару Бірча, тому «Gibson Flying V» став єдиним запасним інструментом.
- Серпень — Жовтень 1984 року: «Gibson Flying V» стала другим резервом, оскільки його основною запасною була копія «Guild». Мей також використовував «Gibson Chet-Atkins Classical Electric».
- Липень 1985 — серпень 1986 року: «Gibson Flying V» більше не використовується. Решта залишилася незмінною.
- 2012 року у Мея з'явилася копія «Red Special» з двома грифами, другий гриф мав 12 струн. Мей використовував цю гітару на кількох концертах з Адамом Ламбертом, де він грав 12-струнну партію з студійної версії пісні «Under Pressure» наживо.[120]

У даний час він має 12-ти струнну гітару «Guild», що замінила «Ovation Pacemaker». Також він використовує й інші електрогітари для студійних записів:
- гітара «Burns Double Six» у пісні «Long Away» (1976) і «Under Pressure» (1981).
- гітара «Fender Telecaster» у пісні «Crazy Little Thing Called Love» (1979). Її використовували для відео (але не для запису) пісні «Back Chat» (1982).
- гітара «Gibson Firebird» у піснях «Hammer to Fall» і «Tear It Up» (тільки альбомна версія, не використовувалася на сцені).
- гітара «Ibanez JS» у пісні «Nothing But Blue» (1991).
- гітара «Parker Fly» у пісні «Mother Love» (1993—1995).

Для акустики він вподобав: «Ovation», «Martin», «Tōkai Hummingbird», «Godin» та «Guild». Було помічено, що на відео пісні «Play the Game» (1980) він грає на електрогітарі «Fender Stratocaster», а на відео «Princes of the Universe» (1986) на «Washburn RR2V».
1984 року фірма «Guild» випустила першу офіційну копію «Red Special» для масового виробництва і зробила кілька прототипів спеціально для Мея. Однак, ця гітара, що мала суцільний твердий корпус (оригінальна «Red Special» мала порожнини) та звукознімачі «DiMarzio», які не були точною копією «Burns TriSonic», не зробили Мея щасливим, тому виробництво зупинили на випуску лише 300 гітар. 1993 року «Guild» зробила другу спробу скопіювати «Red Special», що вийшла лише кількістю 1000 примірників, цього разу Мей схвалив роботу і навіть сам використовував такий тип гітар, як резервний на виступах. Тепер[коли?] він використовує дві гітари, створені Грегом Фрайером — лютьєром, який 1998 року відновив «Old Lady», як запасний інструмент. Вони майже ідентичні з оригіналом, за винятком логотипа Фрайера на головці грифа (Оригінал Мея має шість пенсів).
У студії Мей використовував синтезатор «Yamaha DX7» для вступного епізоду до пісні «One Vision» і фону у піснях «Who Wants to Live Forever» (також на сцені), «Scandal» і «The Show Must Go On». Він переважно використовував фортепіано Фредді Мерк'юрі «Steinway» 1972 року, як повідомляється, володіння ним цим інструментом, зараз під питанням. Мей був захоплений використанням деяких іграшок в якості інструментів. Він використовував пластиковий рояль «Yamaha» у пісні «Teo Torriattei» та іграшковий міні-кото у «The Prophet's Song». Він також використовував справжнє укулеле-банджо Джорджа Формбі у піснях «Bring Back That Leroy Brown» і «Good Company».

### Підсилювачі та ефекти

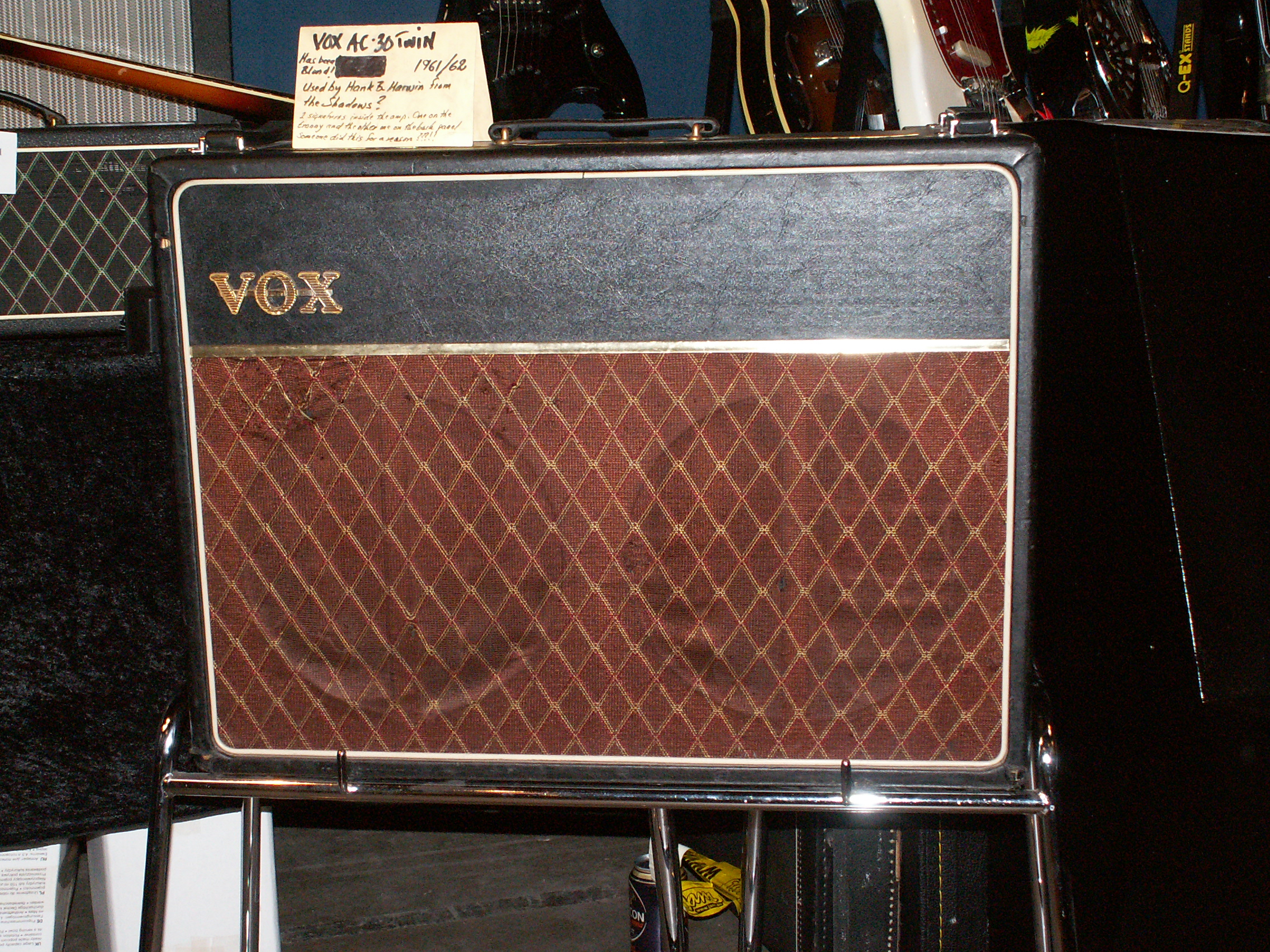
Підсилювач «Vox AC30»

Після зустрічі зі своїм кумиром Рорі Галлагером під час концерту у Лондоні, десь наприкінці 1960-х початку 1970-х років, Мей практично ексклюзивно використовував гітарні підсилювачі «Vox AC30», із ефектом ехоплекса (затримки часу відтворення). Його вибір — це модель «AC30TBX», найпотужніша версія з динаміками «Blue Alnico». У середині 1970-х років у Мея було їх шість. Зазвичай він запускав підсилювачі на повну потужність на нормальному каналі. Також Браян Мей протягом усього часу використовував зроблений у домашніх умовах підсилювач ефектів педалі.
Мей також пристосував свої підсилювачі, усунувши системи «Brilliant» та «Vib-trem» каналів, залишивши лише «Normal», це трохи змінило тон та дало змогу збільшити потужність на 6-7 дБ. Він завжди використовував требл бустер зроблений басистом «Queen» Джоном Діконом, разом з «AC30» та спеціально підлаштованим транзисторним підсилювачем «Deacy Amp». Мей використовував «Dallas Rangemaster» для перших альбомів «Queen», аж до «A Day at the Races». Гуру ефектів Піт Корніш зробив для нього «TB-83» потужністю 32 дБ, який використовували для всіх інших альбомів «Queen». 2000 року Мей перейшов на підсилювач Фраєра, який має меншу потужність ніж «TB-83».
На живих виступах, Мей використовував комплект підсилювачів «Vox AC30», розподілених за функціями: підсилювачі гітари та створення ефектів таких як затримка, фленджер та хорус. Він має стійку з чотирнадцяти «AC30», які згруповані наступним чином Нормальні (Normal), Хорус (Chorus), Затримка1 (Delay) та Затримка2. На платі гітарної педалі у Мея є спеціальний комутатор зроблений Корнішем, а згодом модифікований Фраєром, що дозволяє активізувати потрібні йому у цей момент підсилювачі. З 70-х років він використовує гітарну педаль «BOSS Chorus Ensemble CE-1», музичні ефекти якої можна почути на «In The Lap of The Gods» (Live at Wembley86)" та «Hammer to Fall» (повільна версія на живих виступах з Роджерсом). Також Мей використовує «Foxx Foot Phaser» («We Will Rock You», «We Are the Champions», "Keep Your Alive та інші). У гітарному соло композиції «Brighton Rock» використано два пристрої затримки звуку.

### Інші інструменти
Першим інструментом, на якому Мей навчився грати, став банджолеле, на якому він зіграв пісню «Queen» «Bring Back That Leroy Brown» (наживо і в студії). Для пісні «Good Company» він використовував звичайне баритонне укулеле, яке купив на Гаваях під час відпочинку. Іноді Мей також записувався на інших струнних інструментах, таких як арфа (один акорд на дубль, який потім копіювався і вставлявся інженером, щоб отримати звучання безперервного виконання) і бас (на деяких демо-записах і багатьох піснях в його сольній кар'єрі, а також альбомі проєкту «Queen + Пол Роджерс»).
У дитинстві він навчався грі на класичному фортепіано. Хоча Фредді Мерк'юрі був основним піаністом гурту, іноді грав Мей (наприклад, пісні «Save Me», «Flash», «Who Wants to Live Forever»). З 1979 року він також грав на синтезаторах, органі (пісні «Wedding March», «Let Me Live») і програмував драм-машини для «Queen», а також для сторонніх проєктів (таких як продюсування інших артистів і його власних сольних записів).

### Вокал
Мей також досвідчений співак. Від альбому «Queen II» до альбому «The Game» Мей виконував головну вокальну партію, принаймні, в одній пісні на альбом. Мей склав міні-оперу спільно з американським композитором Лі Холдріджем, «Il Colosso», для фільму Стіва Беррона «Пригоди Піноккіо» 1996 року. Мей виконував оперу з Джеррі Хедлі, Сіссель Кіркджебо, і Джастом Вілліамом. На екрані її повністю виконували ляльки.

### Особливості

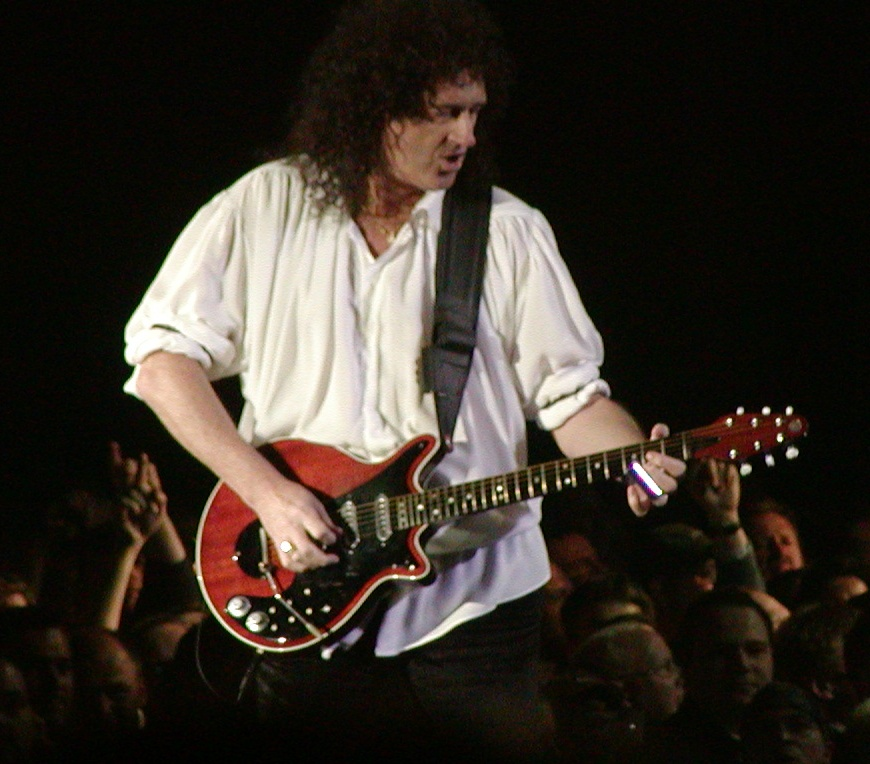
Мей виступає у Франкфурті у 2005 році

Браян Мей почав складати пісні у 1968—1969 роках, протягом багатьох років він співпрацював з іншими композиторами, в тому числі і з Френком Маскером, з яким написав пісню «Too Much Love Will Kill You», і з Елізабет Ламерс, чия музика виграла нагороду «Ivor Novello Award» за кращу музичну і ліричну пісню 1996 року. Як допитливий аранжувальник, він фокусується на багаточастинних гармоніях, часто більш контрапунктних, ніж паралельних — що відносно рідкісно для рок-гітари. Приклади можна знайти в альбомах «Queen» «A Night At The Opera» і «A Day at The Races», де він організував джазовий оркестр для гітарного міні-оркестру (пісня «Good Company»), вокальний канон (пісня «The Prophet's Song») і гітарні та вокальні контрапункти (пісня «Teo Torriatte»).
Мей вивчав різні стилі гри на гітарі, у тому числі і свіп («Was It All Worth It», «Chinese Torture»), тремоло («Brighton Rock», «Stone Cold Crazy», «Death on Two Legs», «Sweet Lady», «Bohemian Rhapsody», «Get Down Make Love», «Dragon Attack»), тепінг («Bijou», «It's Late», «Resurrection», «Cyborg», «Rain Must Fall», «Business», «China Belle», «I Was Born To Love You»), слайд-гітару («Drowse», «Tie Your Mother Down»), лижуче звучання Хендрікса («Liar», «Brighton Rock»), затримки стрічки («Brighton Rock», «White Man») і мелодійні послідовності («Bohemian Rhapsody», «Killer Queen», «These Are the Days of Our Lives»). Деякі з його соло і оркестрових партій були написані Фредді Мерк'юрі, який потім попросив Мея «оживити» їх («Bicycle Race», «Lazing on a Sunday Afternoon», «Killer Queen», «Good Old Fashioned Lover Boy»). Мей також виконував відомі акустичні твори, в тому числі акустичну гітарну концертну версію пісні «Love Of My Life» 1975 року з альбому «A Night at The Opera», соло пісень «White Queen» і «'39» під впливом скіфла.
У січні 2007 року читачі журналу «Guitar World» проголосували за гітарні соло Мея з пісень «Bohemian Rhapsody» і «Brighton Rock» у рейтингу «Топ-50 найкращих гітарних соло всіх часів» («Bohemian Rhapsody» посіла 20 позицію, а «Brighton Rock» посіла 41 позицію).
Мею часто вдавалося створювати дивні і незвичайні звукові ефекти — чому сприяла унікальність його гітари «Red Special». Наприклад, він зміг імітувати оркестр в пісні «Procession»; у пісні «Get Down, Make Love» він зміг створити різні звукові ефекти з гітарою; у пісні «Good Company» він використовував свою гітару, щоб імітувати тромбон, пікколо і кілька інших інструментів для пісні «Dixieland jazz band feel». На обкладинках своїх ранніх альбомів «Queen» вставляли повідомлення «Ніякі синтезатори не використовувалися на цьому альбомі», щоб це було зрозуміло для слухачів. Мей також використовував свою гітару, щоб створити ефект дзвінка у «Bohemian Rhapsody».

## Наукова кар'єра

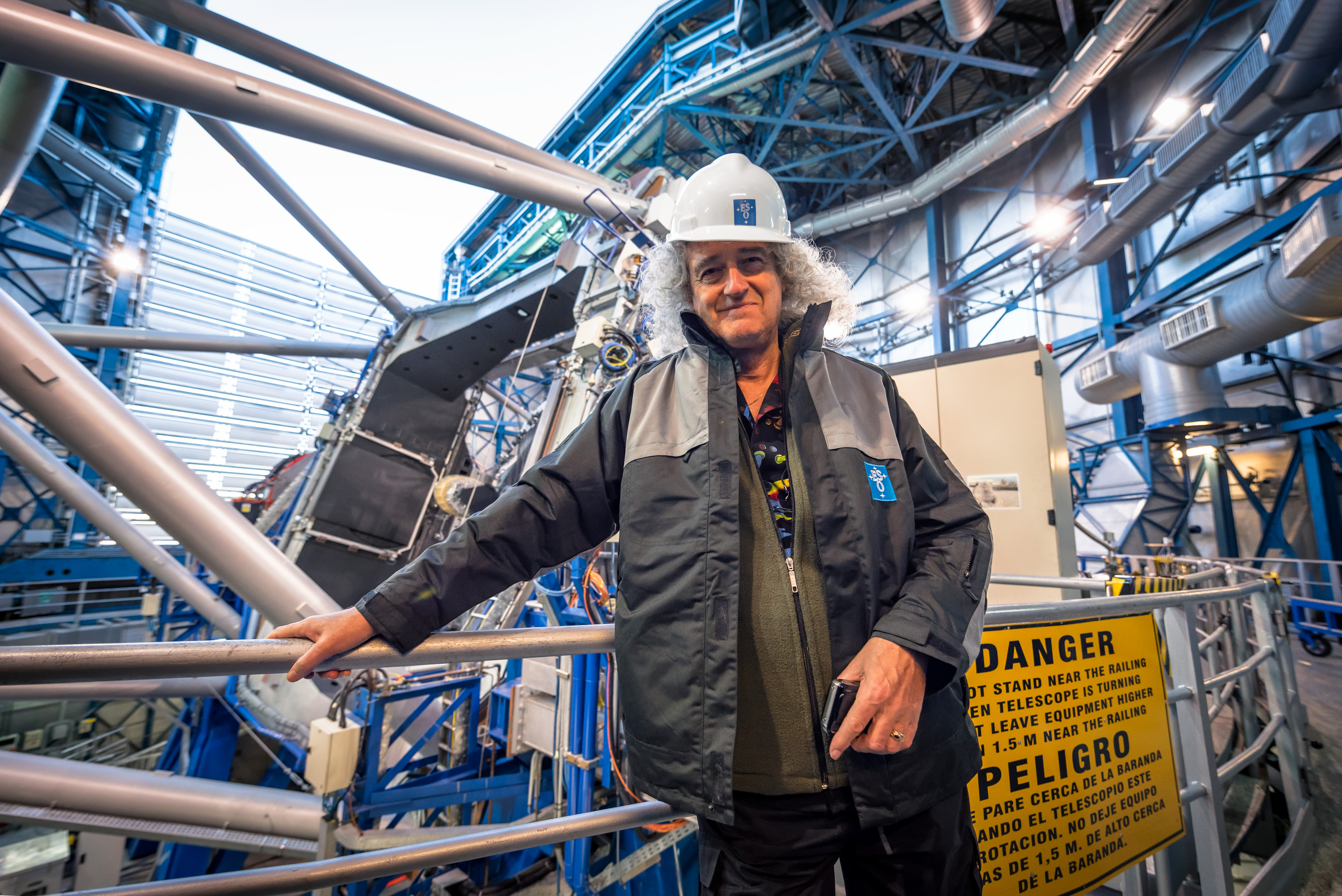
Мей в Обсерваторії Паранал у 2015 році

Мей вивчав фізику і математику в Імперському коледжі Лондона, де здобув ступінь бакалавра (з відзнакою), а також ступінь Фізичної асоціації Королівського наукового коледжу (з відзнакою другого класу). З 1970 по 1974 рік навчався на доктора філософії в Імперському коледжі, вивчаючи відбиття світла від міжпланетного пилу і швидкість пилу в площині Сонячної системи. 1974 року, коли до «Queen» прийшло міжнародне визнання, Мей залишив докторантуру, але став співавтором двох рецензованих наукових робіт, які були засновані на його спостереженнях в обсерваторії «Тейде» на Тенерифе.
У жовтні 2006 року Мей перереєструвався для здобуття докторського ступеню в Імперському коледжі і представив свою дисертацію в серпні 2007 року (на рік раніше, ніж планував). Мей мусив вивчити дослідження з зодіакального пилу, виконані за минулі 33 роки, включно з відкриттям зодіакальних пилових смуг супутником НАСА «IRAS». У вересні 2007 року, приблизно через 37 років після початку роботи, його дисертацію «Дослідження радіальних швидкостей в зодіакальній пиловій хмарі» розглянули та затвердили. Він зміг представити свою дисертацію завдяки мінімальній кількості досліджень з цієї теми протягом минулих років, при цьому описав предмет як такий, що став знову «модним» у 2000-х. Його праця досліджувала радіальну швидкість за допомогою спектроскопії поглинання та доплерівської спектроскопії зодіакального світла з використанням інтерферометра Фабрі-Пирота з обсерваторії «Тейде» на Тенерифе. В дослідженні брали участь Джим Рінг, Кен Рій, а на останніх етапах Майкл Ровен-Робінсон. Церемонія присудження ступеню Імперського коледжу проходила в Королівському Альберт-голі 14 травня 2008 року.

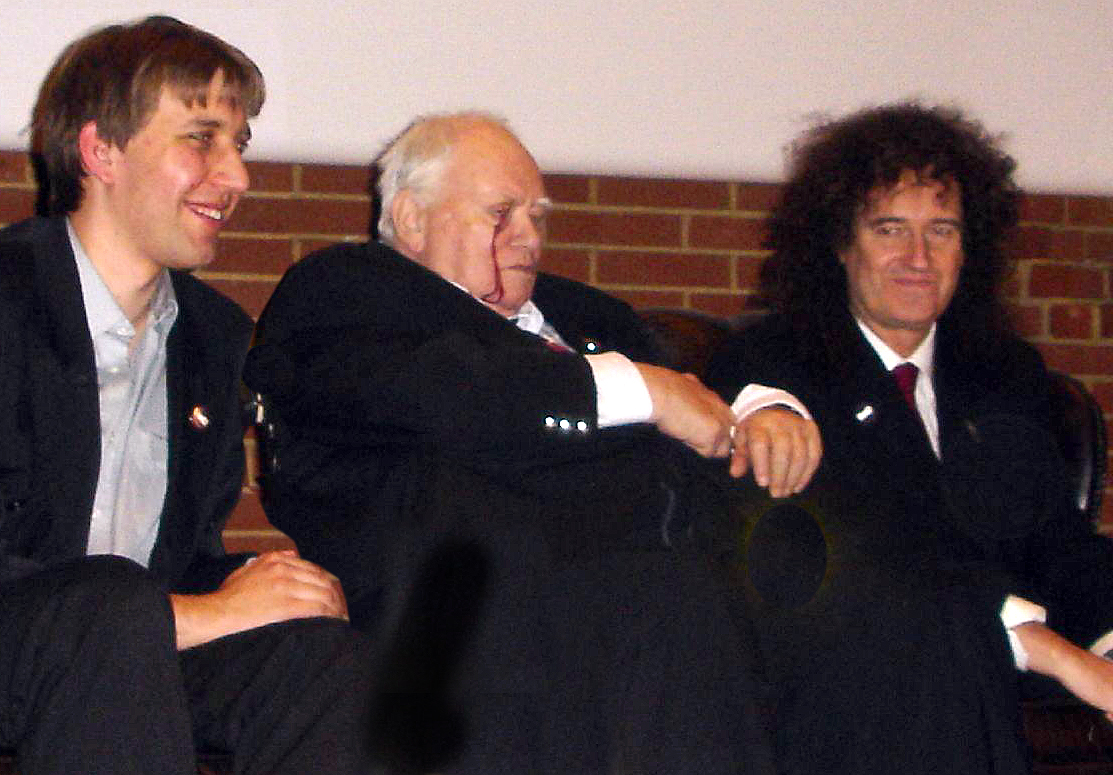
Мей (праворуч), Патрік Мур і Кріс Лінтотт на заході «AstroFest» у 2007 році

У жовтні 2007 року Мея призначили запрошеним дослідником в Імперському коледжі, він продовжує цікавитися астрономією, є учасником Імперської астрофізичної групи. У співавторстві з сером Патріком Муром і Крісом Линтоттом написав книги «Вибух! — Повна історія Всесвіту» і «Космічний турист».
18 червня 2008 року на честь Мея назвали астероїд «52665 Brianmay», за пропозицією сера Патріка Мура (ймовірно, під впливом попереднього позначення астероїда як «1998 BM30»).
2014 року Мей став співзасновником Дня астероїда, разом з астронавтом «Аполлон 9» Расті Швайкартом, Денікою Ремі з «Фонду В612» і німецьким кінорежисером Григорієм Ріхтерсом. День астероїда — це глобальна кампанія, що об'єднує людей зі всього світу інтересом до астероїдів і заходів захисту нашої планети від астероїдної небезпеки.
Мей з'явився в 700-му епізоді наукової передачі «The Sky at Night», організованому сером Патріком Муром, разом з Крісом Лінтотом, Джоном Калшоу, професором Браяном Коксом і астрономом Роялом Мартіном Різом. Один з учасників передачі звернувся до Браяна Мея: «я не знаю іншого вченого, настільки схожого на Ісаака Ньютона, як ви». Мей також був гостем першого епізоду третьої серії «The BBC Stargazing Live» 8 січня 2013 року.
17 листопада 2007 року Мея призначили канцлером Ліверпульського університету Джона Мура і він вступив на цю посаду у 2008 році. Він займав цей пост до 2013 року.
Під час прес-конференції НАСА щодо польоту апарату «New Horizons» на Плутон, що відбулася 17 липня 2015 року в лабораторії прикладної фізики Джона Гопкінса, Браян Мей був представлений як співробітник наукової групи. Він сказав групі: «Ви надихнули світ».

## Особисте життя
З 1974 по 1988 рік Мей був одружений з Крістін Маллен, у них було троє дітей: Джеймс (народився 15 червня 1978 року), Луїза (народилася 22 травня 1981 року) та Емілі Рут (народилася 18 лютого 1987 року). Вони розлучилися 1988 року. Мей познайомився з акторкою Анітою Добсон 1986 року, вона надихнула його написати хіт 1989 року «I Want It All». Вони одружилися 18 листопада 2000 року.
В інтерв'ю він заявив, що страждав від важкої депресії наприкінці 1980-х і на початку 1990-х років, яка могла призвести до самогубства, з причин, пов'язаних з його проблемним першим шлюбом, сприйняттям себе як невдалого чоловіка і батька, смертю його батька Гарольда, а також хворобою і смертю Фредді Мерк'юрі.
Згідно зі списком багатіїв видання «The Sunday Times» 2017 року, статки Мея оцінюють в 125 мільйонів фунтів стерлінгів. У нього є будинки в Лондоні і в Віндлшемі, графство Суррей. Батько Мея, Гарольд, довгий час був затятим курцем. В результаті Мей не любить палити настільки, що навіть забороняв палити в приміщенні на своїх концертах, перш ніж багато країн ввели заборону паління. Мей — вегетаріанець. Він є активним захисником прав тварин і у вересні 2012 року його призначили віце-президентом благодійної організації «RSPCA». Мей описує себе агностиком.
Мей багаторічний захисник лісів, відомий створенням притулків (коридорів) дикої природи. Один із них знаходиться у Сурреї, де у Мея будинок. 2012 року він купив землю у Біер Ріджіс, Дорсет, якій загрожувала забудова. А 2013 року, за великої підтримки місцевої громади, ініціював проєкт зі створення масиву лісових насаджень, який згодом став відомим, як Ліс Браяна Мея. Площа лісу складає 157 акрів, її раніше використовували як сільгоспугіддя. Команда співробітників Мея у лісі висадила близько 100 тис. дерев.

### Активізм

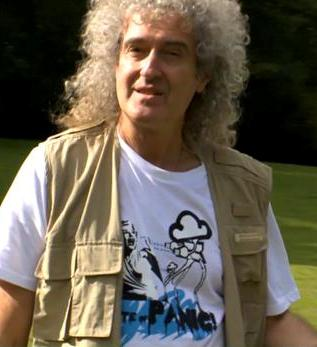
Мей під час знімання у «BBC» ролику «The One Show» 2011 року проти кампанії з вилову борсуків

Мей сформував групу для сприяння благополуччю тварин. Попри те, що більшу частину свого життя він був виборцем Консервативної партії, він заявив, що через їхню політику щодо полювання на лисиць і вилову борсуків, він більше не голосуватиме за них на загальних виборах у Великій Британії 2010 року. Його група, «Save Me» (названа на честь пісні Мея для «Queen»), проводить кампанії з захисту тварин від непотрібного, жорстокого та принизливого поводження; з особливим акцентом на запобіганні полюванню на лисиць та вилову борсуків. Основним завданням групи є забезпечення того, щоб Закон про полювання 2004 року та інші закони, які захищають тварин, були збережені.
У вересні 2010 року в інтерв'ю Стівену Сакуру для програми «BBC» — «HARDtalk» Мей сказав, що він швидше запам'ятається своєю роботою щодо захисту прав тварин, аніж своєю музикою чи науковою роботою. Мей є переконаним прихильником благодійної організації «RSPCA», «Міжнародного фонду захисту тварин», «Ліги проти жорстоких видів спорту», «PETA UK» і «Порятунку дикої природи Гарпера Еспрі».
У березні 2012 року Мей вніс свою передмову до цільового документу, опублікованого аналітичним центром «Bow Group», де він закликав уряд переглянути свої плани щодо вилову борсуків для боротьби з туберкульозом великої рогатої худоби, заявивши, що результати випробувань лейбористів щодо вилову великого борсука, кількома роками раніше, показують, що вилов не працює. Статтю написав Грем Годвін-Пірсон з доповідями провідних вчених з вивчення туберкульозу, включаючи Лорда Кребса.
2013 року Мей приєднався до французького гітариста Жана-П'єра Данеля для благодійної організації «Даніель» в інтересах захисту прав тварин у Франції. Гітаристи разом підписували гітари та художні фотографії, до них приєднався Генк Марвін.
У травні 2013 року Мей об'єднався з актором Браяном Блеззедом і флеш-карикатуристом Джонті «Віблом» Пікінгом, а також групами захисту прав тварин, включаючи «RSPCA», щоб сформувати «Команду борсука», коаліцію організацій, які об'єдналися для боротьби з запланованим виловом борсуків. З «Віблом» і Блеззедом, Мей записав сингл «Save the Badger Badger Badger» — мешап з мема флеш-мультфільму «Вібла» 2003 року, «Badger Badger Badger», і пісні «Queen» «Flash», з вокалом Блеззеда. 1 вересня 2013 року «Save The Badger Badger Badger» зайняв 79-е місце у «UK Singles Chart», 39-е місце в британському чарті iTunes та 1-е місце в рок-чарті iTunes. У червні 2013 року відомий натураліст Девід Аттенборо і рок-гітарист Слеш приєдналися до Мея, щоб сформувати супергруппу «Artful Badger and Friends», вони випустили пісню, присвячену борсукам «Badger Swagger».
До загальних виборів 2015 року повідомлялося, що Мей розглядав можливість стати незалежним членом парламенту. Також повідомлялося, що Мей почав проєкт «Загальної порядності», «щоб відновити загальну порядність у нашому житті, роботі та парламенті». Мей сказав, що він хоче «позбутися нинішнього уряду» і хотів би бачити палату громад, що містить «людей, які голосують по своїй совісті». Мей був однією з кількох знаменитостей, які схвалили кандидатуру Керолайн Лукас на виборах до парламенту від Партії зелених. Він також схвалив кандидата від консервативної партії Генрі Сміта на підставі його послужного списку із захисту тварин.
У липні 2015 року Мей піддав критиці прем'єр-міністра Великої Британії Девіда Кемерона за надання членам парламенту вільного голосування за зміни щодо заборони на полювання на лисиць в Англії та Уельсі. Під час прямого телевізійного інтерв'ю він також напав на про-мисливську організацію «The Countryside Alliance» як на «купу брехливих покидьків» за їх підтримку зміни до закону. Уряд відклав голосування після втручання вестмінстерських депутатів Шотландської національної партії, які зобов'язалися проголосувати, щоб зберегти заборону, яка існувала до цього. Мей сказав протестувальникам проти полювання на мітингу перед парламентом, що це був «Дуже, дуже важливий день для нашої демократії» , але додав: «Ми ще не виграли війну, немає місця для самозаспокоєння».
У вересні 2015 року на честь Мея назвали нове сімейство видів роду рівнокрилих бабок з Бразилії — «Heteragrion brianmayi».
У червні 2017 року Мей схвалив лідера Лейбористської партії Джеремі Корбіна на загальних виборах 2017 року. Мей поділився статтею в Твіттері із газети «The Independent»: «Джеремі Корбін каже, що полювання на лисиць — це „варварство“ і зобов'язується тримати його під забороною» і підвів риску: «Ну, я думаю, що це приблизно так!! Хто-небудь бачить вагомі причини не віддати перевагу очевидно пристойному Корбіну, ніж слабкій і хиткій місіс Мей? Брай».
У 2022 році під час Російського вторгнення в Україну Браян Мей підтримав Україну у своєму інстаграмі.

### Стереофотографування
Мей все життя цікавився колекціонуванням вікторіанських стереофотографій. 2009 року у співавторстві з Еленою Відаль він опублікував свою другу книгу «Село загублених і знайдених» про роботу англійського стереофотографа-новатора Т. Р. Вільямса. 2012 року його нагородили медаллю Саксбі Королівського фотографічного товариства за досягнення в області тривимірної візуалізації.
Він зробив значний технічний внесок в книгу, для супроводу виставки «Стереоскопічні фотографії Пабло Пікассо Роберта Музіллата», яка проходила в музеї Голберн у Баті, Велика Британія, з лютого по червень 2014 року. Книга є перетином фотографій Пікассо в його студії, на кориді в Арлі та в його саду. Меївський метод 3D-перегляду — «перегляд сови» — використовують для перегляду фотографій в 3D форматі.
1973 року з придбанням першої стереоскопічної фотографії «Les Diableries», із зображенням сцени повсякденного життя в пеклі, Мея розпочав їх безперервний пошук по всьому світі. 10 жовтня 2013 року вийшла книга «Diableries: „Стереоскопічні пригоди у пеклі Браяна Мея, Деніса Пеллеріна та Поли Флемінг“».
2017 року Мей опублікував книгу про «Queen» у 3D форматі, хроніку 50-річної історії гурту. Вона містить понад 300 його власних стереоскопічних фотографій і є першою книгою про гурт, що опублікована одним з її членів. У комплекті з книгою Мей запатентував метод «стереоскопічного перегляду у манері сови».

## Дискографія
Queen
- «Keep Yourself Alive» (1973) вокал з Тейлором у бріджі
- «Some Day, One Day» (1974)
- «She Makes Me (Stormtrooper in Stilettoes)» (1974)
- «'39» (1975)
- «Good Company» (1975)
- «Long Away» (1976)
- «All Dead, All Dead» (1977)
- «Sleeping on the Sidewalk» (1977)
- «Fat Bottomed Girls» (1978) вокал приспіву
- «Leaving Home Ain't Easy» (1978)
- «Sail Away Sweet Sister» (1980) Мерк1юрі співав у бріджі
- «Flash» (1980) з Фредді Мерк'юрі
- «Put Out the Fire» головний вокал фальцетом
- «Las Palabras de Amor» (1982) вокал під час гармонії у приспіві
- «I Go Crazy» (1984) головний вокал під час бріджу
- «Who Wants to Live Forever» (1986) перший куплет, гармонія й інші лінії
- «I Want It All» (1989) з Мерк'юрі
- «Lost Opportunity» (1991)
- «Mother Love» (1995) головний вокал у фінальному куплеті
- «Let Me Live» (1995) головний вокал у третьому куплеті
- «No-One but You (Only the Good Die Young)» (1997) з Тейлором

Сольна дискографія
- Back to the Light (1992)
- Another World (1998)
- Furia (2000) саундтрек

Колаборації
- Acoustic by Candlelight (з Керрі Елліс) (2013)
- Golden Days (з Керрі Елліс) (2017)